# 宋株熏
宋 株熏（ソン・ジュフン、송주훈、1994年1月13日 - ）は、大韓民国出身のプロサッカー選手。ポジションはディフェンダー（センターバック）。韓国代表。

## 来歴

### クラブ
2014年1月16日にアルビレックス新潟入団が発表された。背番号は前年引退した内田潤から17を引き継いだ。新潟からは「高さと強さを兼ね備え、ビルドアップも得意なセンターバック」と紹介された。同年8月30日のガンバ大阪戦でJリーグデビュー。累積警告による出場停止となった大井健太郎の代役として出場したが、新潟はこの試合を5対0で大敗した。
2015年7月にJ2の水戸ホーリーホックに期限付き移籍。翌2016年シーズンも引き続き水戸でプレーした。2016年のリオデジャネイロオリンピックの韓国代表に選ばれるも7月16日のFC岐阜戦で全治3ヶ月のけがを負って代表を辞退した。
2017年に新潟に復帰。
2019年1月、新潟から慶南FCへの完全移籍が発表されたが、その後訂正され、契約満了による退団と移籍先を模索中と発表された。

### 代表
2013年、韓国代表の一員として参加したU-20ワールドカップで2試合の延長戦を含む5試合600分に出場。ラウンド16のコロンビア戦ではセットプレーから先制点を決め、韓国の準々決勝進出に貢献した。
2017年9月に韓国代表に初招集され、10月10日に行われたモロッコ戦で代表デビューを果たした。

## エピソード
- 子供の頃は陸上選手として活躍しており、サッカーを始めたのは中学1年の時だった[7]。

## 個人成績
| 国内大会個人成績 | 国内大会個人成績 | 国内大会個人成績 | 国内大会個人成績 | 国内大会個人成績 | 国内大会個人成績 | 国内大会個人成績 | 国内大会個人成績 | 国内大会個人成績 | 国内大会個人成績 | 国内大会個人成績 | 国内大会個人成績 |
| 年度             | クラブ           | 背番号           | リーグ           | リーグ戦         | リーグ戦         | リーグ杯         | リーグ杯         | オープン杯       | オープン杯       | 期間通算         | 期間通算         |
| 年度             | クラブ           | 背番号           | リーグ           | 出場             | 得点             | 出場             | 得点             | 出場             | 得点             | 出場             | 得点             |
| 日本             | 日本             | 日本             | 日本             | リーグ戦         | リーグ戦         | リーグ杯         | リーグ杯         | 天皇杯           | 天皇杯           | 期間通算         | 期間通算         |
| ---------------- | ---------------- | ---------------- | ---------------- | ---------------- | ---------------- | ---------------- | ---------------- | ---------------- | ---------------- | ---------------- | ---------------- |
| 2014             | 新潟             | 17               | J1               | 2                | 0                | 3                | 0                | 1                | 0                | 6                | 0                |
| 2015             | 新潟             | 17               | J1               | 0                | 0                | 0                | 0                | 0                | 0                | 0                | 0                |
| 2015             | 水戸             | 26               | J2               | 8                | 0                | -                | -                | 2                | 0                | 10               | 0                |
| 2016             | 水戸             | 30               | J2               | 19               | 1                | -                | -                | 0                | 0                | 19               | 1                |
| 2017             | 新潟             | 4                | J1               | 27               | 0                | 3                | 0                | 1                | 0                | 31               | 0                |
| 2018             | 新潟             | 4                | J2               | 22               | 0                | 0                | 0                | 0                | 0                | 22               | 0                |
| 通算             | 日本             | 日本             | J1               | 29               | 0                | 6                | 0                | 2                | 0                | 37               | 0                |
| 通算             | 日本             | 日本             | J2               | 49               | 1                | 0                | 0                | 2                | 0                | 52               | 1                |
| 総通算           | 総通算           | 総通算           | 総通算           | 78               | 1                | 6                | 0                | 4                | 0                | 89               | 1                |

- 公式戦初出場 - 2014年5月21日 ヤマザキナビスコカップ 柏レイソル戦（日立柏サッカー場）
- Jリーグ初出場 - 2014年8月30日 J1第22節 ガンバ大阪戦（万博記念競技場）
- Jリーグ初得点 - 2016年4月29日 J2第10節 ジェフユナイテッド市原・千葉戦（ケーズデンキスタジアム水戸）

## 代表歴
- 2012年 U-19韓国代表（AFC U-19選手権2012）
- 2013年 U-20韓国代表（2013 FIFA U-20ワールドカップ）
- 2014年 U-21韓国代表（2014 CFA 国際ユースサッカートーナメント）
- 2014年 U-22韓国代表（AFC U-22アジアカップ2013）
- 2016年 U-23韓国代表（2016 リオ・オリンピック・怪我により辞退）
- 2017年 - 韓国代表

### 試合数
- 国際Aマッチ 1試合 0得点 (2017年)

| 韓国代表 | 国際Aマッチ | 国際Aマッチ |
| 年       | 出場        | 得点        |
| -------- | ----------- | ----------- |
| 2017     | 1           | 0           |
| 通算     | 1           | 0           |